# P40 전차

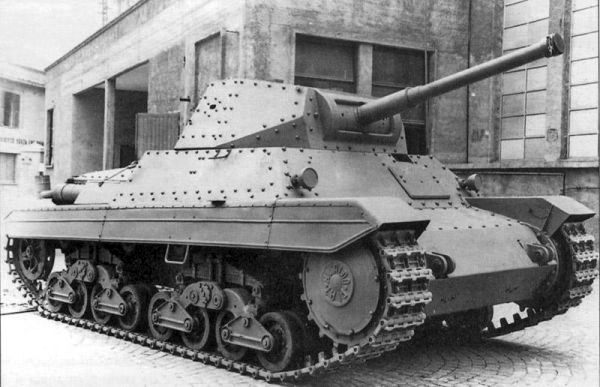

P40/26은 이탈리아 왕국및 추축국이 제2차 세계 대전동안 쓰던 중(重) 전차다. 75mm포와 8mm 브레다 기관총을 탑재하였으며. P40/26에서 40은 개발된 년도인 1940년도를 뜻하고 26은 전차의 중량인 26톤을 뜻한다. 전쟁이 끝날때까지 몇몇 독일군들도 이 전차를 사용했다.